# Nagy Lázár (festő)
Nagy Lázár (Kézdivásárhely, 1861. május 14. – Budapest, Ferencváros, 1923. május 17.) festő, iparművész, rajztanár.

## Életpályája
Kézdivásárhelyen született 1861-ben Nagy Sándor és Szabó Anna fiaként. Budapesten és Münchenben végezte képzőművészeti tanulmányait, majd a budapesti Iparrajziskola tanára lett. Munkássága során eleinte illusztrációkat, majd főként akvarell- és gouache tájképeket, iparművészeti terveket készített, de Kimnach Lászlóval együtt ő festette a tabáni plébániatemplom freskóit is. 1916-ban Budapesten szerepelt csoportos tárlaton. Budapesten hunyt el 1923-ban hátgerincsorvadás következtében. Felesége Kömley Anna volt.